# Sylvia Chang
Sylvia Chang (张艾嘉) est une actrice, chanteuse, réalisatrice et scénariste hongkongo-taïwanaise, née le 22 juillet 1953 à Chiayi (Taïwan).

## Biographie
Alors qu'en Occident, on la connaît surtout pour avoir joué l'épouse de Karl Maka dans la série des Mad Mission, Sylvia Chang est une actrice très connue en Asie. Née à Taïwan, Sylvia Chaung Ai-kar la vétérane débuta avec Lo Lieh en 1975, se retrouva avec Mel Gibson en 1976 dans le film de guerre australien Attack Force Z, donna la réplique à Chuck Norris dans le polar Massacre à San Francisco sous le titre international de Channing. On l'a également vue dans Le Violon rouge de François Girard en 1999.
Actrice, elle deviendra ensuite réalisatrice en 1981 de films féministes comme Passion et Mary from Beijing. Le succès de Tempting Heart en 1999, accroît son influence dans le milieu du cinéma. La puissante société Media Asia l'a d'ailleurs engagée pour produire et réaliser sous son égide.
En 2015 elle est présidente du jury du Festival international du film de Busan.
En 2016 elle est présidente du jury du 40e Festival international du film de Hong Kong.
En 2018, elle est membre du jury du 75e Festival de Venise, sous la présidence de Guillermo del Toro.

## Filmographie

### Réalisatrice
- 1981 : Once Upon a Time
- 1986 : Passion
- 1987 : Yellow Story
- 1991 : Sisters of the World Unite
- 1992 : Mary from Beijing (夢醒時分, Meng xing shi fen)
- 1994 : Conjugal Affair
- 1995 : Siao Yu (少女小渔, Shao nu Xiao Yu)
- 1996 : Tonight Nobody Goes Home
- 1999 : Tempting Heart (心動, Xin dong)
- 2002 : Princess D
- 2004 : 20 30 40
- 2008 : Run Papa Run
- 2015 : Nian nian (念念)
- 2017 : Love Education (相愛相親, Xiāng'ài xiāngqīn)

### Actrice
- 1973 : The Tattooed Dragon
- 1974 : Shi qi shi qi shi ba
- 1974 : Massacre à San Francisco
- 1975 : Bruce: Hong Kong Master
- 1975 : The Story of Four Girls
- 1975 : L'attaque dura cinq jours
- 1976 : Qiu chan
- 1976 : Warmth in Autumn
- 1976 : Victory
- 1976 : Lang hua
- 1976 : Posterity and Perplexity (Bi yun tian)
- 1976 : Luo ye piao piao
- 1976 : Xing yu
- 1976 : Bian se de tai yang
- 1977 : Ai qing wo zhao dao le
- 1977 : The Golden Age
- 1977 : Qing se shan mai
- 1977 : Le Rêve dans le pavillon rouge
- 1977 : The Lady Killer
- 1977 : Zuo ri chong chong
- 1977 : Taibei liu shi liu
- 1977 : A Pirate of Love
- 1977 : Mitra
- 1979 : Ma feng nu
- 1979 : Crazy Disaster )
- 1979 : Legend of the Mountain
- 1980 : Xue jian leng ying bao
- 1980 : White Jasmine
- 1980 : The Imperious Princess
- 1981 : Dai xiao jiang jun
- 1981 : Zhong shen da shi
- 1981 : The Funniest Movie
- 1981 : Kong zhong wu shi
- 1982 : In Our Time
- 1982 : My Grandfather
- 1982 : He Lives by Night
- 1982 : Crazy Romance
- 1982 : Mad Mission
- 1982 : Attack Force Z  de Tim Burstall : Chien Hua
- 1983 : Cabaret Tears
- 1983 : Mad Mission 2
- 1983 : Cabaret of the Streets
- 1983 : Haitan de yitian de Edward Yang : Jiali
- 1984 : Shanghai Blues de Tsui Hark : Shu-Shu
- 1984 : The Story in Sorghum Field
- 1984 : Double Trouble
- 1984 : Funny Face
- 1984 : Mad Mission 3: Our Man from Bond Street
- 1985 : My Favorite Season
- 1986 : Le Flic de Hong Kong 3
- 1986 : Passion
- 1986 : Immortal Story
- 1987 : Mad Mission 4 : Rien ne sert de mourir de Ringo Lam : Nancy Ho
- 1987 : Yellow Story
- 1987 : Seven Years Itch de Johnnie To
- 1987 : Kidnapped
- 1987 : Sister Cupid
- 1988 : My Mother's Tea House
- 1988 : Prise de bec à Hong Kong de Clifton Ko : Mme Hui
- 1988 : King of Stanley Market
- 1988 : Soursweet de Mike Newell : Lily
- 1989 : The Fun, the Luck and the Tycoon de Johnnie To : Hung Leung Yuk
- 1989 : Eight Taels of Gold
- 1989 : Two Painters
- 1989 : All About Ah-Long de Johnnie To : Sylvia Poon/Por-Por
- 1990 : Full Moon in New York de Stanley Kwan : Wang Hsiung-Ping
- 1990 : Queen of Temple Street
- 1991 : A Rascal's Tale
- 1991 : Sisters of the World Unite
- 1991 : The Banquet  de Sylvia Chang
- 1992 : The Twin Dragons
- 1992 : Lucky encounter : la femme enceinte
- 1993 : Huan ying
- 1994 : Conjugal Affair, de Sylvia Chang
- 1994 : C'est la vie, mon chéri de Derek Yee
- 1994 : Salé, Sucré, de Ang Lee : Jin-Rong
- 1995 : I Want to Go on Living, de Raymond Lee
- 1995 : Killer Lady, de Ren Jie Cheung
- 1999 : Le Violon rouge, de François Girard : Xiang Pei
- 1999 : Tempting Heart, de Sylvia Chang : la cinéaste âgée
- 2001 : Forever and Ever, de Raymond To
- 2004 : 20 30 40, de Sylvia Chang, Lily
- 2004 : Rice Rhapsody, de Kenneth Bi : Jen
- 2005 : American Fusion, de Frank Lin
- 2006 : The Go Master  de Tian Zhuangzhuang : Shu Wen, la mère de Wu
- 2015 : Au-delà des montagnes de Jia Zhangke
- 2017 : Love Education (相愛相親, Xiāng'ài xiāngqīn)
- 2018 : Un grand voyage vers la nuit (地球最後的夜晚, Dìqiú zuìhòu de yèwǎn) de Bi Gan
- 2019 : The Garden of Evening Mists de Tom Lin : Teoh Yun Ling plus âgée
- 2021 : Are you Lonesome Tonight ? de Wen Shipei : Liang Ma
- 2022 : A Light Never Goes Out (Dang fo laan saan) d'Anastasia Tsang : Heung

### Scénariste
- 1991 : Sisters of the World Unite
- 1992 : Mary from Beijing
- 1992 : Three Summers
- 1994 : Conjugal Affair
- 1995 : Siao Yu
- 1996 : Tonight Nobody Goes Home
- 1999 : Tempting Heart de Sylvia Chang
- 2002 : Princess D
- 2004 : 20 30 40  de Sylvia Chang
- 2007 : Happy birthday de Jingle Ma Choh Sing

## Distinctions

### Récompenses
- Golden Horse Film Awards 1981 : meilleure actrice pour My Grandfather
- Golden Horse Film Awards 1986 : meilleure actrice pour Passion
- Hong Kong Film Awards 1987 : meilleure actrice pour Passion
- Hong Kong Film Awards 2000 : meilleur scénario pour Tempting Heart
- Hong Kong Film Awards 2002 : meilleure actrice pour Forever and Ever
- Asian Film Awards 2018 : meilleure actrice pour Love Education[2].
- Hong Kong Film Awards 2018 : meilleur scénario pour Love Education[3].
- Golden Horse Film Awards 2022 : meilleure actrice pour A Light Never Goes Out

### Nominations
- Golden Horse Film Awards 1976 : meilleure actrice dans un second rôle pour Posterity and Perplexity
- Golden Horse Film Awards 1980 : meilleure actrice pour Free or Die
- Hong Kong Film Awards 1983 : meilleure actrice pour Mad Mission
- Hong Kong Film Awards 1985 : meilleure actrice pour Shanghai Blues
- Hong Kong Film Awards 1990 : meilleure actrice pour Eight Taels of Gold et All About Ah-Long
- Hong Kong Film Awards 1991 : meilleure actrice pour Queen of Temple Street
- Prix Jutra 1999 : meilleure actrice pour Le Violon rouge
- Hong Kong Film Awards 2000 : meilleure réalisation pour Tempting Heart
- Hong Kong Film Awards 2005 : meilleure actrice pour 20 30 40
- Hong Kong Film Awards 2006 : meilleure actrice pour Rice Rhapsody
- Hong Kong Film Awards 2007 : meilleur scénario pour Happy birthday
- Hong Kong Film Awards 2009 : meilleur scénario pour Run Papa Run
- Hong Kong Film Awards 2016 : meilleure actrice pour Office
- Hong Kong Film Awards 2018 : meilleure réalisation et meilleure actrice pour Love Education
- Hong Kong Film Awards 2023 : meilleure actrice pour A Light Never Goes Out